# Koji Sasaki
Koji Sasaki (n. 30 ianuarie 1936) este un fost fotbalist japonez.

## Statistici
| Japonia | Japonia | Japonia |
| An      | Meciuri | Goluri  |
| ------- | ------- | ------- |
| 1958    | 2       | 0       |
| 1959    | 8       | 0       |
| 1960    | 1       | 1       |
| 1961    | 3       | 0       |
| Total   | 14      | 1       |